# Кейсвілл (Мічиган)
Кейсвілл (англ. Caseville) — місто (англ. city) в США, в окрузі Гурон штату Мічиган. Населення — 652 особи (2020).

## Географія
Кейсвілл розташований за координатами 43°56′30″ пн. ш. 83°16′31″ зх. д. / 43.94167° пн. ш. 83.27528° зх. д. (43.941637, -83.275284).  За даними Бюро перепису населення США в 2010 році місто мало площу 2,94 км², з яких 2,86 км² — суходіл та 0,08 км² — водойми.

## Демографія
Згідно з переписом 2010 року, у селищі мешкало 777 осіб у 422 домогосподарствах у складі 221 родини. Густота населення становила 265 осіб/км².  Було 837 помешкань (285/км²).
Расовий склад населення:
| - 97,8 % — білих - 0,4 % — чорних або афроамериканців - 0,1 % — корінних американців - 0,1 % — азіатів |

До двох чи більше рас належало 1,4 %. Частка іспаномовних становила 0,9 % від усіх жителів.
За віковим діапазоном населення розподілялося таким чином: 11,3 % — особи молодші 18 років, 60,3 % — особи у віці 18—64 років, 28,4 % — особи у віці 65 років та старші. Медіана віку мешканця становила 55,1 року. На 100 осіб жіночої статі у селищі припадало 98,7 чоловіків;  на 100 жінок у віці від 18 років та старших — 99,1 чоловіків також старших 18 років.
Середній дохід на одне домашнє господарство  становив 50 896 доларів США (медіана — 31 786), а середній дохід на одну сім'ю — 83 415 доларів (медіана — 57 679). За межею бідності перебувало 9,4 % осіб, у тому числі 0,0 % дітей у віці до 18 років та 6,5 % осіб у віці 65 років та старших.
Цивільне працевлаштоване населення становило 305 осіб. Основні галузі зайнятості: виробництво — 19,7 %, роздрібна торгівля — 17,7 %, мистецтво, розваги та відпочинок — 15,1 %.